# 音義書
音義書（おんぎしょ）とは、漢籍の中の難解な語句や多義語について、その発音や意味を注釈した本。単に音義（おんぎ）と呼ばれる場合もある。文章よりも個々の語句そのものを注釈の対象とするところに特徴がある。今日でも国語学・訓詁学・音韻学・悉曇学・辞書学の諸分野の研究において、貴重な資料となっている。

## 概要
音義書は中国で後漢末から三国時代にかけて作られはじめたが、古い時代の音義書は他の書の引用以外あまり残っていない。一般に、反切や直音によって音を示す。音や意味のほかに、テキストの異文を示すこともある。現存する音義書として代表的なものに陸徳明『経典釈文』、何超『晋書音義』などがある。
仏典についても音義書が作られた。代表的なものとして玄応『一切経音義』、慧苑『新訳華厳経音義』、慧琳『一切経音義』などがある。

## 日本
中国から将来した儒教や仏教の経典などを中心に音義書が作られたほか、中国で編纂された音義書をそのまま輸入したものもあった。日本では奈良時代から平安時代初期にかけて万葉仮名で注記された『新訳華厳経音義私記』（編者不明）や『一字頂輪王儀軌音義』（伝空海）などが著された。平安時代中期に入ると、法相宗や天台宗系の法華経や大般若経の音義書が多数編纂され、注釈には片仮名なども用いられるようになった。また、日本紀講筵の際に編纂された日本書紀私記も音義書の一種である。仏教系の音義書は江戸時代まで、たびたび編纂・書写・刊行の対象とされ、古辞書にも影響を与えた。